# Петар Пелопонески
Свети Петар Пелопонески је хришћански светитељ и мученик за веру. Потиче из Триполице, у Малој Азији. Обешен је због вере у Исуса Христа 1776. године у месту Отемиси, у Малој Азији.
Православна црква га слави 1. јануара по јулијанском календару, а 14. јануара по грегоријанском календару.